# Rove McManus
Rove McManus (Perth, 21 gennaio 1974) è un conduttore televisivo australiano.

## Vita privata
Nasce a Perth, nell'Australia Occidentale, da John e Coralie McManus. Si trasferisce in Inghilterra dove studia alla Orana Catholic Primary School e al Corpus Christi College. All'inizio degli anni '90 torna in Australia, questa volta a Melbourne, per inseguire la carriera di comico. Si sposa con l'attrice australiana Belinda Emmett il 29 gennaio 2005 a Waverley, nella periferia di Sydney. Un cancro al seno causa la morte della moglie l'11 novembre 2006. È tifoso del Fremantle Football Club, nel quale giocava suo cugino Shaun McManus. Dall'ottobre 2007 frequenta l'attrice Tasma Walton.

## Carriera
Nel 1997 McManus conduce The Loft Live, prodotto dalla RMITV. Arriva al Network Nine nel 1999 ma il suo show viene cancellato dopo la prima edizione.
Nel 2000 gli viene offerta l'opportunità di produrre una nuova versione del suo programma su Network Ten. Il suo nuovo show, Rove Live, presto diventa una delle produzioni di punta del canale televisivo e viene mandato in onda anche in Nuova Zelanda su TV3. 
Lo spettacolo può essere descritto come un Late Show australiano: interviste a personaggi famosi, gag comiche e musica live.
Nel 2000 McManus dà vita alla sua casa di produzione, la Roving Enterprises.
Dal 2002 la sua compagnia produce gli ARIA Music Awards che fino al 2004 erano presentati dallo stesso McManus. 
Nel novembre 2006, dopo la morte della moglie, Rove si allontana dagli schermi televisivi e gli ultimi episodi del suo programma non vanno in onda.
Il suo ritorno avviene il primo aprile del 2007 con un format di maggiore portata, lo show viene chiamato semplicemente Rove.
Nel settembre 2007 McManus debutta come conduttore di un game show basato sul format statunitense Are You Smarter Than a 5th Grader?.